# Blair Redford
David Blair Redford (Atlanta, Georgia, 27 de julio de 1983) es un actor estadounidense. Es conocido por interpretar a Ethan Whitehorse en The Lying Game y a John Proudstar / Thunderbird en The Gifted.

## Biografía
Redford creció en un suburbio en Canton, Georgia, y asistió a Sequoyah High School. Es de ascendencia irlandesa, francesa, alemana y nativo estadounidense. Trabajó durante varios veranos en el Renaissance Festival de Georgia actuando y haciendo acrobacias, creando un personaje pirata llamado Rusty Compass. Es un ávido jugador de tenis, y rechazó las becas después de graduarse en la escuela secundaria con el fin de actuar.[cita requerida]

## Carrera
Redford inició su carrera con una victoria en una convocatoria abierta de Warner Bros. que le otorgó un asiento como miembro del equipo de la cuadrilla del Banco Mundial. Después de un año y medio en el Road Crew, fue abordado por un cazatalentos en Alaska y se mudó a Los Ángeles. Después de un corto período de tiempo allí, consiguió el papel de Scott "Scotty" Grainger Jr. en la telenovela The Young and the Restless en julio de 2005, que dejaría en febrero de 2006.
Redford fue posteriormente sustituido por Adrian Bellani en el papel del personaje mexicano Miguel López-Fitzgerald en la telenovela Pasiones desde 2007 hasta 2008, cuando el programa se trasladó a la NBC en exclusiva de DirecTV por su novena y última temporada.
También obtuvo el papel estelar de Nash Rambler en la película Dance of the Dead, una película de comedia y horror.
Blair protagonizó el piloto del drama de The CW Betwixt y apareció en la tercera temporada de 90210 como un personaje recurrente llamado Oscar. También participó en la película Burlesque, junto con Cher y Christina Aguilera.
Apareció en varios episodios de Switched at Birth como Ty y ocupó uno de los papeles más importantes de la serie The Lying Game con el papel de Ethan Whitehorse, ambas trasmitidas en el canal ABC Family. BuddyTV lo clasificó en el número 17 de su lista de «los hombres más atractivos de televisión de 2011».

## Filmografía
| Año     | Título                        | Personaje                    | Notas                                     |
| ------- | ----------------------------- | ---------------------------- | ----------------------------------------- |
| 2005—06 | The Young and the Restless    | Scott "Scotty" Grainger Jr.  | Rol recurrente                            |
| 2007—08 | Passions                      | Miguel López-Fitzgerald      | Rol principal                             |
| 2008    | Lincoln Heights               | Miguel                       | 1 episodio                                |
| 2008    | The Day the Earth Stood Still | Jet Operator                 | Rol pequeño                               |
| 2010    | 90210                         | Oscar                        | 10 episodios                              |
| 2010    | Burlesque                     | James/Bumper Band member     | Rol pequeño                               |
| 2011    | Goy                           | Paul Rosenberg               |                                           |
| 2011—13 | Switched at Birth             | Tyler "Ty" Mendoza           | papel recurrente, serie de TV ABC Family  |
| 2011—13 | The Lying Game                | Ethan Whitehorse             | Rol principal, serie de TV ABC Family     |
| 2013    | Beauty & the Beast            | Zach                         | estrella invitada 1 episodio, serie de TV |
| 2017—19 | The Gifted                    | John Proudstar / Thunderbird | Rol Principal                             |